# Lina Tsaldari
Lina Tsaldari (en griego: Λίνα Τσαλδάρη; 1887 – 17 de octubre de 1981) fue política griega de derechas. Fue la primera mujer que ostentó el cargo de ministro en Grecia, en 1952. Fue ministra de Bienestar Social en el gobierno de Constantinos Karamanlís.

## Primeros años
Tsaldari, de nacimiento Lina Lambros (en griego: Λίνα Λάμπρου: Λίνα Λάμπρου) en 1887. Era hija de Spyridon Lambros (1851 - 1919), quién sucedió a Nikolaos Kalogeropulos como primer ministro de Grecia, ocupando el cargo de octubre de 1916 a febrero de 1917.

## Carrera política
Tsaldari fue la primera mujer elegida al Parlamento griego, en las elecciones de 1955. Ocupó el Ministro de Bienestar Social. Era también una activa sufragista. Después de servir en el Parlamento, fue representante de Grecia ante las Naciones Unidas.

## Vida personal
Tsaldari contrajo matrimonio con Panagis Tsaldaris (1868 – 1936) en 1919, el mismo año que su padre murió en Skópelos. Como su padre, Tsaldaris fue primer ministro de Grecia.

## Muerte
Tsaldari murió de un accidente cerebrovascular el 17 de octubre de 1981, a la edad de 94 años.